# Adolf Wasenius
Adolf Fredrik Wasenius, född 1829, död 1903 i Helsingfors, var en finländsk industriidkare, son till Gustaf Otto Wasenius.
Wasenius  ägnade sig efter avlagd studentexamen åt affärsbanan samt inköpte (jämte Leonard Borgström) 1856 Tervakoski pappersbruk, vilket han i hög grad utvecklade. Även i flera andra industriella företag var han aktivt delaktig. Wasenius, genom vars ansträngningar Hangöbanan kom till stånd, kallades till medlem i flera kommittéer på järnvägs- och postväsendets områden och spelade genom sina insikter och personliga egenskaper en framträdande roll inom Helsingfors affärsliv.
Vid de flesta lantdagar från 1872 representerade han i borgarståndet huvudstaden. Av stor betydelse var hans verksamhet under nödåret 1867-68, då han av finanschefen J.V. Snellman sändes utrikes för att anskaffa spannmål och genom sin energi lyckades innan vinterns tidiga inbrott sända ansenliga mängder mjöl och utsäde till norra och östra delarna av landet. Han var dansk generalkonsul för Finland.